# (74448) 1999 CL21
(74448) 1999 CL21 – planetoida z pasa głównego asteroid okrążająca Słońce w ciągu 4,47 lat w średniej odległości 2,71 j.a. Odkryta 10 lutego 1999 roku.